# Кейтлін Снайдер
Кейтлін Снайдер (англ. Katelin Snyder; нар. 16 серпня 1987, Нашуа, Нью-Гемпшир, США) — американська веслувальниця, олімпійська чемпіонка 2016 року, дворазова чемпіонка світу.

## Виступи на Олімпіадах
| Олімпіада | Дисципліна                     | Місце |
| --------- | ------------------------------ | ----- |
| Ріо 2016  | вісімка розстібна зі стерновим | 1     |